# Весь мир в глазах твоих
«Весь мир в глаза́х твои́х» (укр. Весь світ в очах твоїх) — советский художественный фильм, выпущенный киностудией имени А. Довженко в 1977 году.

## Сюжет
Фильм повествует о 18-летнем выпускнике школы Викторе. Главный герой знакомится с Верой, девушкой, пострадавшей в автокатастрофе и ставшей инвалидом. Это знакомство влияет на мировоззрение Виктора, и между героями рождается любовь.
События разворачиваются в городе Киеве, в частности, на жилом массиве Русановка.

## В ролях
- Вера Снежина — Вера
- Владимир Шпудейко — Виктор Голиков
- Константин Степанков — отец Веры
- Александр Силин — Вовка
- Катя Гражданская — Анечка
- Анатолий Матешко — Алик Голиков, брат Виктора
- Владимир Антонов — продавец цветов на базаре
- Евгений Весник — Павел Иванович
- Неонила Гнеповская — хозяйка Маратика

## Съёмочная группа
- Сценарий Геннадия Бокарева
- Постановка Станислава Клименко, Ивана Симоненко
- Художественный руководитель — Тимофей Левчук
- Оператор-постановщик — Валерий Рожко
- Композитор — Игорь Поклад
- Текст песен Александра Вратарёва

## Награды
- 1978 — Главный приз фестиваля, приз зрительских симпатий; дипломы: художникам Михаилу Юферову и Николаю Поштаренко[укр.], исполнителю главной роли Владимиру Шпудейко, композитору Игорю Покладу — на Республиканском кинофестивале в Кременчуге[1].
- 1978 — Дипломы Станиславу Клименко и Ивану Симоненко за режиссёрский дебют — на кинофестивале «Молодость-78»[1].
- 1984 — Премия имени Н. Островского режиссёру Станиславу Клименко за работу над фильмами «Весь мир в глазах твоих», «Дударики» и «Водоворот»[2].